# Пугачово (Хайбуллінський район)
Пугачо́во (рос. Пугачёво, башк. Пугачёво) — присілок у складі Хайбуллінського району Башкортостану, Росія. Входить до складу Івановської сільської ради.
Населення — 89 осіб (2010; 121 в 2002).
Національний склад:
- чуваші — 54%
- башкири — 37%